# جباریت

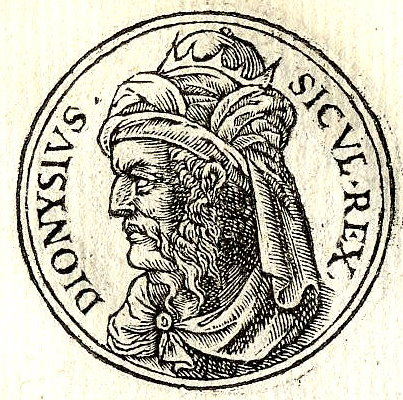
دیونیسیوس اول سیراکوزی، ظالم یونانی سیراکوز، در سیسیل کنونی، در جنوب ایتالیا بود. این تصویر متعلق به قرن16 میلادی است.

جبّاریّت، دژسالاری یا طاغوت معرّف گونه‌ای از روش‌های حکومتی اقتدارگرا است.
جباریت برابر واژهٔ تیرانی در زبان‌های اروپایی است. در یونان باستان این کلمه به معنی دژخیم و دارای منصب فرمانروایی بود، تیرانوس کسی بود که در یک شهر قدرت شاهانه داشت. نویسندگان یونان گاه از تیرانوس خوب یاد کرده‌اند اما امروزه این اصطلاح معادل ستمگری فردی در حکومت است. این اصطلاح حکومت‌هایی را در بر می‌گیرد که با زور و بر پایه‌ی وحشت حکومت می‌کنند. تیرانی را در مورد حکومت انقلابی روبسپیر در فرانسه یا حکومت سنت‌گرای ایوان مخوف در روسیه یا اولیگارشی اسپارت در یونان یا حتی مردم‌سالاری در صورتی که به اقلیتی ستم کند به کار برده‌اند. حکومت استبدادی لزوماً نمی‌بایست جبّار نیز باشد. از نمونه‌های استبداد بدون جبّاریت می‌توان به حکومت مارکوس اورلیوس در امپراتوری روم اشاره کرد. ارسطو، دژسالاری را صورت فاسد فرمانروایی یک‌نفره می‌شمرد.
باید توجّه داشت که مفاهیم جبّاریّت، تمامیّت خواهی، خودکامگی، استبداد، حکومت مطلقه و یگّه سالاری، هم معنا نبوده و در علم سیاست دارای تعاریف جداگانه می‌باشند. اگرچه مترادفات هر یک از آنها و نیز نام فرمانروایانشان در ادبیّات و گفتارها به اشتباه اغلب به یک معنا به کار می‌روند.

## دیدگاه ماکیاولی
نیکولو ماکیاولی، فیلسوف سیاسی ایتالیایی، در کتاب گفتارهایی در باب ده کتاب نخست تیتوس لیویوس تیرانی را یکی از سه شکل بد حکومت می‌داند:
«بعضی از کسانی که درباره‌ی سیاست مطالبی نوشته‌اند به وجود سه نوع حکومت قائلند: حکومت یک تن (مونارشی)، حکومت اشراف (آریستوکراسی) و حکومت مردم (دموکراسی)، و معتقدند کسی که می‌خواهد شهری را بنیاد نهد باید یکی از آن اشکال را، که مناسب‌تر از همه می‌داند، انتخاب کند. عده‌ای دیگر از نویسندگان، که خردمندتر از گروه نخستند، برآنند که شش نوع حکومت وجود دارد که سه تا از آن‌ها بسیار بدند و سه تای دیگر ذاتاً نیکند اما چنان در معرض انحطاطند که ممکن است مطلقاً مایه‌ی بدبختی شوند. انواع خوب حکومت همان سه نوعی است که برشمردم، و انواع بد حکومت‌هایی هستند که در نتیجه‌ی انحطاط انواع خوب پدید می‌آیند و هر یک از آن‌ها به نوع اصلی خود به‌قدری شبیه است که انتقال از یکی به دیگری به‌آسانی صورت می‌پذیرد: مونارشی به‌سهولت به حکومت تیرانی مبدل می‌گردد و آریستوکراسی به الیگارشی و دموکراسی به آنارشی. پس اگر بنیادگذار شهر یکی از آن سه نوع خوب را انتخاب کند، آن نوع تنها زمانی کوتاه برقرار می‌ماند و هیچ وسیله‌ای برای ممانعت از تبدیل آن به ضد خود وجود ندارد، زیرا که در این مورد نوع خوب و بد بسیار شبیه همند.»— نیکولو ماکیاولی، گفتارهایی در باب ده کتاب نخست تیتوس لیویوس، ترجمه‌ی محمد حسن لطفی، انتشارات خوارزمی. کتاب نخست، فصل دوم
او می‌گوید که با توجه بدین معایب، قانونگذاران خردمند هیچ‌یک از اشکال خوب را به‌تنهایی نپذیرفته‌اند و شکلی مختلط از هر سه نوع را برگزیده و فقط این شکل مختلط را استوار و دوام‌پذیر دانسته‌اند، زیرا که در چنین حکومتی شهریار و اشراف و توده‌ی مردم ناظر رفتار یکدیگرند و اختیارات همدیگر را محدود می‌کنند. او بهترین نمونه‌ی نظام سیاسی را نظامی می‌داند که لیکورگوس در اسپارت برقرار ساخت؛ حکومت جمهوری روم نیز به‌سبب اینکه دارای دو کنسول (نماد مونارشی)، یک مجلس سنا (نماد آریستوکراسی) و تریبون‌های مردمی (نماد دموکراسی) بود، مخلوطی از سه شکل خوب حکومت بود و، در نتیجه، نظام سیاسی کاملی داشت.